# 利国镇 (徐州市)
利国镇是中国江苏省徐州市铜山区下辖的一个镇。

## 行政区划
利国镇共辖13个行政村，分别是：
谭家村、林头村、郝家村、马元村、万庄村、吴庄村、马山村、利国村、厉湾村、黄山村、西李村、寄堡村和墓山村。

## 交通
济南铁路局与上海铁路局在京沪铁路上的局界位于利国镇境内的利国站北侧。